# 시리아 수정운동
시리아 수정운동(아랍어: الحركة التصحيحية) 또는 수정혁명, 1970년 쿠데타는 1970년 11월 13일 하페즈 알아사드가 일으킨 무혈 쿠데타이다. 아사드는 시리아와 바트당의 "민족주의적 사회주의 노선"을 유지하고 개선하겠다고 선언했다. 바트당은 혁명을 수출하는 살라 자디드의 교리를 폐지하면서 이념적 수정을 채택했다. 새로운 교리는 소련의 지원을 받아 시리아군을 발전시켜 이스라엘을 격퇴하는 것을 강조했다. 이후 시리아는 1973년 욤키푸르 전쟁에 참전했으며, 하페즈 알아사드는 2000년 사망할 때까지 시리아의 대통령 자리를 유지했다.

## 쿠데타
알아사드는 시리아군이 요르단의 검은 9월 위기에 개입했다가 실패한 직후 권력 장악 계획을 세우기 시작했다. 알아사드가 1969년부터 사실상 시리아 정치를 지휘하고 있었지만 살라 자디드와 그의 지지자들은 여전히 권력의 모든 공식적인 자리를 가지고 있었다. 가말 압델 나세르의 장례식에 참석한 후, 알아사드는 1970년 10월 30일 열린 비상 국민회의에 참석하기 위해 시리아로 돌아왔다. 이 대회에서 알아사드는 자디드와 그의 지지자들에 의해 비난을 받았는데, 자디드는 당 대표의 다수를 차지했다. 그러나 알아사드는 대회에 참석하기 전에 자신에게 충성하는 군대에게 대회가 열리는 건물을 포위하라고 명령했다. 알아사드의 정치적 입지에 대한 비판이 이어졌지만 아사드의 군대가 건물을 포위한 상황에서 대다수 대표단은 자신들이 전투에서 패배했다는 것을 알았다. 아사드와 무스타파 틀라스는 의회 기간 동안 그들의 정부 직위를 박탈당했지만, 이 조치는 실질적인 영향력은 거의 없었다.
1970년 11월 12일 국민회의가 해산되자, 알아사드는 자디드 정부의 주요 구성원들을 체포하도록 충성파들에게 명령했다. 많은 지도적인 중간 관리들이 해외의 시리아 대사관에 자리를 제안받았지만, 자디드는 아사드에게 "내가 권력을 잡으면 당신은 죽을 때까지 거리에서 끌려다닐 것이다."라고 말하며 제안을 거부했다. 이에 대해 아사드는 자디드를 투옥했고 자디는 여생을 메제 감옥에서 보냈다. 사망자는 없었고, 쿠데타 이후 나라는 평온을 유지했다. 무엇인가 잘못되었다는 것을 입증하는 외부 세계로의 유일한 증거는 공식 일간지, 라디오, 그리고 텔레비전 방송국들이 출판을 중단하거나 방송을 중단했다는 사실이었다. 1970년 11월 16일, 새 정부는 임시 지방 사령부를 설립하였다.

## 여파

### 1971년 당 숙청
친자디드파보다 훨씬 규모가 작았던 아사드파는 권력을 공고히 하기 위해 아플라크 지지세력을 최고위직에 영입하기 시작했다. 아사드는 미셸 아플라크의 지지자들에게 "함께 재건하자, 우리가 실패하면 우리 모두는 함께 블록에 있을 것이다."라고 직접 호소했다. 아사드의 초청에 응답한 사람은 약 2,000명으로 추산되며, 그 중에는 당 사상가인 조르주 사드디크니와 1947년 바트당 창당대회의 사무총장 중 한 명인 샤키르 알 파함도 포함되어 있다.
그러나 1970년 지역 사령부 회의에서 당원들은 당을 이끌 인물을 임명하는 아사드의 움직임에 반대했고 결과적으로 아사드는 당과 별개로 별도의 권력 기반을 구축했다. 1971년 하페즈 알아사드는 구 충성파의 동조자들을 자신의 권력에 대한 위협으로 의심하여 숙청을 수행했고, 수백 명의 당원들을 모아 미셸 아플라크, 전 시리아 대통령 아민 알하피즈와 수많은 바트주의자들에 대한 공개재판을 실시했다. 아플라크, 아민, 3명의 바트 지도자들은 결석으로 사형을 선고받았고, 99명의 당원들은 이라크 바트당과 협력한 혐의로 투옥되었다. 아플라크와 아민 알하피즈와 같은 구방위군 지도자들은 1968년 바트당의 이라크 권력 장악 이후 바그다드로 피난을 갔다. 이 숙청을 통해 아사드는 시리아 바트당 내에 남아있는 알라크주의자들의 모든 영향력을 제거했다.

### 정치 개혁
아사드는 제11차 전국대표대회에서 국가 정책의 전반적인 개정을 "수정운동"의 일환으로 도입했다. 이러한 개정에는 그의 통치를 공고히 하기 위해 도입된 조치들이 포함되었다. 그의 바트주의 전임자들은 공공 생활과 정부에서 이슬람에 대한 통제를 제한했다. 헌법이 무슬림만 대통령이 되는 것을 허용했기 때문에, 아사드는 자디드와 달리 자신을 경건한 무슬림으로 내세웠다. 이슬람 학자인 울라마의 지지를 얻기 위해 아사드는 알라위파임에도 불구하고 수니파 모스크에서 기도했다. 아사드가 도입한 조치 중에는 약 2,000명의 종교인들의 계급 상승과 종교인들의 장관 임명, 모스크 건설 등이 포함되어 있었다. 그는 수니파 다수를 만족시키기 위해 잘 알려지지 않은 수니파 교사인 아흐마드 알 카티브를 국가 원수로 임명했다. 아사드는 또한 수니파를 정부, 군대, 당의 고위직에 임명했다. 아사드의 내각의 대부분인 총리, 국방장관, 외교장관들은 모두 수니파였다. 1970년대 초, 아사드는 다마스쿠스의 수니파 무프티에 의해 진정한 무슬림임을 확인받고 메카 순례지인 하지를 만들었다. 아사드는 이스라엘과의 전쟁을 강조하는 연설에서 종종 "지하드" (투쟁)와 "샤하다" (순교)와 같은 용어를 사용했다.
1970년 수정운동은 시리아의 사회적, 정치적 구조를 뒤집어 놓았다. 아사드의 종파인 알라위파는 인구의 12%를 넘지 않았지만 시리아의 모든 삶의 분야에서 탐나는 위치를 차지하게 되었다. 알라위족은 대부분 수니파가 이끄는 부르주아지들로 구성된 민간 부문에 대한 국가 기관과 군대의 확장을 지지했다. 알라위파의 지배에 대한 대중의 불만은 시리아에서 바트당 정권의 합법성 위기의 가장 중요한 원인 중 하나가 되었다.

### 경제 개혁
아사드는 자디드의 급진적인 경제 사회주의 정책을 되돌리고 경제에서 민간 부문의 역할을 강화했다. 여러 면에서 수정 운동은 정치 엘리트와 1963년 시리아 쿠데타 당시 바트당이 권력을 잡게 도와준 다마스쿠스 부르주아 계급 사이의 암묵적인 동맹을 초래했다.

### 외교 정책 변화
하페즈 알아사드가 채택한 새로운 외교 정책의 핵심은 시리아 군사와 경제를 발전시키기 위해 소련과의 관계를 강화하는 것이었다. 시리아는 자디드의 짧은 통치 기간 동안 외교적으로 고립되었기 때문에 다른 아랍 국가들과의 관계를 정상화하기 위해 노력했다. 아사드는 이스라엘에 대한 안보 협력을 강화하기 위해 이집트, 사우디아라비아와 협력 관계를 구축하려고 노력했다. 3자간의 협력 협정은 유효했고, 1973년 이집트와 시리아가 욤키푸르 전쟁에서 승리하지 못하자 사우디아라비아를 비롯한 아랍 산유국들은 서방에 석유 판매를 중단했다.